# Коморово (Нижньосілезьке воєводство)
Коморово (пол. Komorowo) — село в Польщі, у гміні Тшебниця Тшебницького повіту Нижньосілезького воєводства.
Населення — 182 особи (2011).
У 1975-1998 роках село належало до Вроцлавського воєводства.

## Демографія
Демографічна структура станом на 31 березня 2011 року:
|          | Загалом | Допрацездатний вік | Працездатний вік | Постпрацездатний вік |
| -------- | ------- | ------------------ | ---------------- | -------------------- |
| Чоловіки | 92      | 18                 | 66               | 8                    |
| Жінки    | 90      | 16                 | 58               | 16                   |
| Разом    | 182     | 34                 | 124              | 24                   |